# کیسوتسکه نوه مستو
کیسوتسکه نوه مستو (به آلمانی: Kischützneustadt) یک شهرک با جمعیت ۱۶٬۴۷۰ نفر که در Kysucké Nové Mesto District، اسلواکی واقع شده‌است.